# 福島県薬剤師会
一般社団法人福島県薬剤師会（いっぱんしゃだんほうじんふくしまけんやくざいしかい、英称: Fukushima Pharmaceutical Association）は、福島県の薬剤師を会員とする法人。

## 本部所在地
〒960-8157 福島県福島市蓬莱町2-2-2

## 郡市薬剤師会
- 福島薬剤師会
- 伊達薬剤師会
- 二本松薬剤師会
- 郡山薬剤師会
- 田村薬剤師会
- 須賀川薬剤師会
- 石川薬剤師会
- 白河薬剤師会
- 会津薬剤師会
- 相馬薬剤師会
- 双葉郡薬剤師会
- いわき市薬剤師会
- 福島県公務員薬剤師会